# Orford (Québec)
Pour les articles homonymes, voir Orford.
Orford est une municipalité de canton dans Memphrémagog, en Estrie, au Québec (Canada).
Son territoire comprend le village de Cherry River ainsi que le parc national d'Orford.

## Histoire

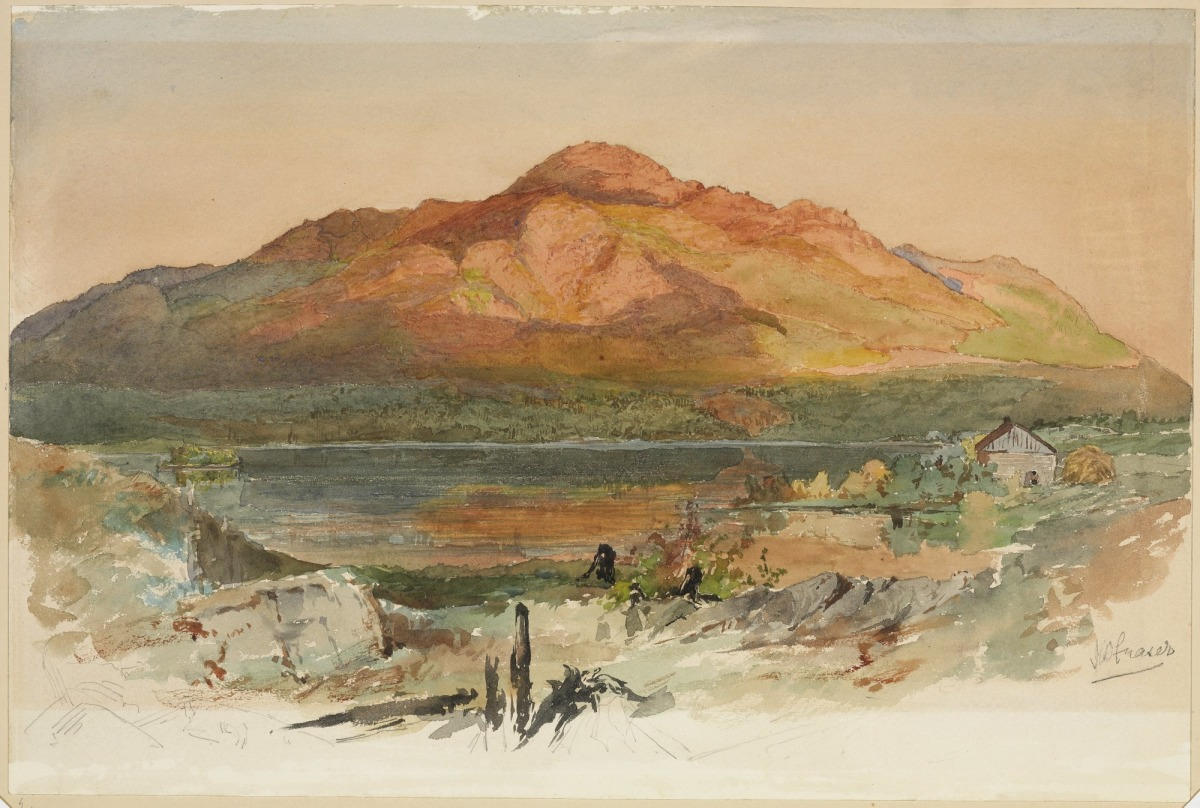
Le mont Orford, en 1867.

Région encore peu fréquentée au début du XIXe siècle, le canton d'Orford est proclamé en 1801 sur les terres du comté du Buckinghamshire. Le nom fait référence à un village du comté de Suffolk, en Angleterre. En 1855, la municipalité du canton d'Orford est créée. Son développement initial est assuré par l'immigration loyaliste. Celle-ci fonde le village de Cherry River, au nord de Magog. Néanmoins, le reste de la municipalité reste majoritairement sauvage, et ce jusqu'à l'avènement du projet de création d'un parc national.
Le parc national du Mont-Orford, qui voit le jour en 1938, se voit attribuer près de la moitié du territoire. Cherry River devient alors la porte d'entrée du parc. La création d'une station de ski et d'un terrain de golf crée un engouement touristique pour la région. De nos jours, la population se partage entre permanents à 40 % et villégiateurs à 60 %.

## Géographie
Le territoire d'Orford est montagneux et boisé. Le mont Orford, qui fait partie des monts Sutton, culmine à 853 mètres au sud-ouest de la municipalité. De nombreux lacs s'y trouvent, dont le lac Stukely, le lac Brompton, le lac Fraser et le lac Bowker. La rivière aux Herbages relie certains d'entre eux tandis que rivière aux Cerises, au sud, se jette dans le lac Memphrémagog.
La municipalité est traversée en son centre par la route 220 et au sud par la route 141. Le principal foyer de population se trouve au sud, à l'emplacement de la localité de Cherry River, et constitue la banlieue nord de Magog. Le reste du territoire est surtout occupé par des villégiateurs le long des lacs ou par des fermettes.

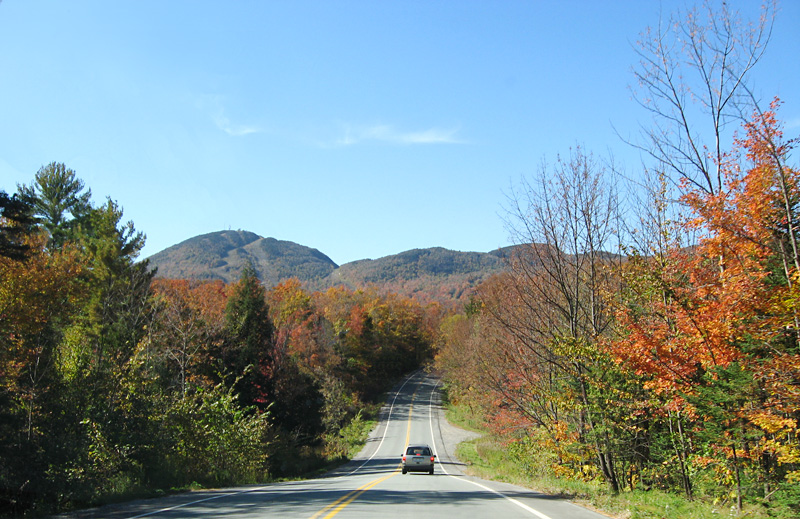
Route 141

## Démographie
Orford est la deuxième municipalité la plus populeuse de la municipalité régionale de comté de Memphrémagog. Sa population augmente continuellement à chaque année. L'âge moyen de la population est de 44,4 ans et son âge médian est de 49,1 ans.
| 1961 | 1966 | 1971 | 1976 | 1981 | 1986 | 1991 |
| ---- | ---- | ---- | ---- | ---- | ---- | ---- |
| 324  | 401  | 492  | 646  | 738  | 931  | 985  |

| 1996  | 2001  | 2006  | 2011  | 2016  | 2021  | - |
| ----- | ----- | ----- | ----- | ----- | ----- | - |
| 1 427 | 2 383 | 2 979 | 3 575 | 4 337 | 5 007 | - |

## Administration
Les élections municipales se font en bloc pour le maire et les six conseillers.
| Orford Maires depuis 2001                                                                                            |                  |         |          |
| Élection | Maire            | Qualité | Résultat |
| 2001 | Jacques Delorme  |         | Voir     |
| 2005 | Pierre Rodier    |         | Voir     |
| 2009 | Pierre Bastien   |         | Voir     |
| 2013 | Jean-Pierre Adam |         | Voir     |
| 2017 | Marie Boivin     |         | Voir     |
| 2021 | Marie Boivin     | Voir    |          |
| Élection partielle en italique Depuis 2005, les élections sont simultanées dans toutes les municipalités québécoises |                  |         |          |

## Lieux d'intérêts
Plusieurs établissements de villégiatures ont leur adresse à Orford. Parmi eux, on retrouve des spas, des hôtels et deux terrains de golf. La station de ski Mont Orford et le parc national du Mont-Orford sont les principales attractions locales.
De plus, le Centre d'arts Orford est installé depuis 1951, à l'initiative du violoniste Gilles Lefebvre, sur le territoire de la municipalité, où il organise un festival annuel (20 000 participants) et des formations à l'année (400 étudiants) renforçant l'attractivité de la ville et de sa région.
En 2022, le OFFO (Le Festival du conte d'Orford) est créé avec comme objectif de « faire découvrir le conte et rallier la communauté ». 
Un ciné-parc y est inauguré en 1970. Entre 1991 et 1992, il ajoute un deuxième écran pour ensuite fermer en 2012. Sa réouverture en 2014 s'accompagne de la technologie numérique. 